# 露絲優蜆蝶
露絲優蜆蝶（學名：Euselasia lysimachus）是屬於蜆蝶科優蜆蝶亞科的一種蝴蝶，是優蜆蝶屬的一種。模式產地為巴西亞馬遜州。

## 外部連結
- 维基共享资源上的相關多媒體資源：露絲優蜆蝶
- Euselasia lysimachus[] - Catalogue of Life
- Euselasia lysimachus （页面存档备份，存于） - funet.fi （英文）